# 최선아 (발레 무용수)
최선아(1987년 1월 2일 ~ )는 국립발레단에서 활동 중인 대한민국의 발레 무용수이다.

## 생애
예원학교, 서울예술고등학교, 한국예술종합학교 무용원에서 발레를 전공하였다. 2007년에 동아무용콩쿠르 일반부 발레에서 은상을 수상하고 2008년에 미스코리아 서울 선에 당선 되었으며 2010년에 국립발레단에 입단하여 발레리나로 활동 중이다.